# 沮渠蒙遜
涼武宣王沮渠蒙遜（368年—433年），臨松匈奴人，十六国时期北涼第二任君主，亦是北涼的實際締造者。原係匈奴支系卢水胡族首領，曾反叛後涼並推段業建北涼，後攻殺段業自己登位。沮渠蒙遜有勇略，在位期間，北涼於強敵環伺之際擴張成為河西一帶最強大的勢力。

## 出身
沮渠原是匈奴官名，分為左沮渠與右沮渠。沮渠蒙遜出身匈奴貴族，為盧水胡領袖。

## 生平

### 復仇起兵
沮渠蒙遜博覽史籍，知曉天文，才智出眾又有謀略，為人圓滑又靈活變通，故前秦將領如梁熙及呂光都對其才能既感驚異，亦生畏懼。沮渠蒙遜知道後亦常飲酒出遊，故作低調。前秦亡後，蒙遜一族依附呂光建立的後涼。397年，蒙遜伯父后凉尚书沮渠罗仇和三河太守沮渠麹粥随从后凉进攻西秦的乞伏乾歸，吕光弟吕延轻敌，兵败被杀，后凉军被迫撤退。呂光以败军之罪杀罗仇、麹粥二人，蒙遜在宗族聚集參加二人喪禮的機會舉眾叛涼，斬後涼中田護軍馬邃及臨松令井祥與眾盟誓，十日之間就招合了萬多人，屯兵金山。同年，蒙遜堂兄沮渠男成擁立段業稱涼州牧，建北涼，蒙遜附之，獲授鎮西將軍、張掖太守。

### 屢見智謀
398年，蒙遜深知西郡戰略價值高，遂大力支持段業進攻該郡的決定，並受命進攻。然而蒙遜攻郡城十餘日不下，改為引水灌城，終逮獲太守呂純而返，晉昌郡王德及敦煌郡孟敏戰後皆向北涼歸降。蒙遜以功封為臨池侯。同年後涼張掖守將呂弘率眾棄城東歸，蒙遜以「歸師勿遏，窮寇弗追」為理反對段業追擊，但段業不聽，終為呂弘所敗，段業更因蒙遜才得安全撤退，因而嘆道：「我沒有聽從子房的話，才會有此結果！」後蒙遜又反對段業以將領臧莫孩擔任新建西安城的太守，稱臧莫孩「勇而無謀，知進忘退」，必會失敗。段業又不聽，不久臧莫孩就被後涼呂纂擊敗。天璽元年（399年），段業稱涼王，以蒙遜為尚書左丞。不久，后凉太子呂紹及呂纂來攻，段業請得南涼禿髮烏孤派楊軌等救援，就打算迎擊，蒙遜就說：「楊軌恃著騎兵戰力強，有伺機圖謀我們的意圖。而呂紹和呂纂在死地，肯定會與我們決戰以求生。拒絕對戰將有如泰山般安穩，出戰則像疊起的蛋一樣危險。」段業同意，遂按兵拒絕接戰，後涼軍沒有辦法，亦退兵。

### 兵變登位
雖然蒙遜屢次建言協助段業，但卻害怕對方容不下自己，所以每每特意不顯露自己的智謀。段業也畏懼蒙遜的能力，故此調蒙遜為臨池太守，改以門下侍郎馬權為張掖太守。馬權得段業信任和重用，其人亦有過人軍事謀略，卻輕視並常欺侮蒙遜，令蒙遜對他又恨又怕，於是向段業進言中傷馬權，卻令段業將馬權殺死。蒙遜隨後向沮渠男成建議除去段業，改奉男成為主，但被男成拒絕。蒙遜心中不安，自求外任西安太守，也得段業批准。
不過蒙遜天玺三年（401年）四月约男成一同去祭告兰门山（甘肃省山丹县西南）時，暗中派人告诉段业说男成准备发动变乱，段業斬男成，男成死前对段业说：“蒙逊早就和臣说过他要叛乱了，只是臣以兄弟缘故才不说出来。蒙逊以臣还在，怕部众不听从他，于是约臣与其祭山，反派人诬告臣。臣若果死了，蒙逊肯定很快就起兵了。请假称臣死了，宣告臣的罪行，蒙逊肯定会起兵叛乱，而臣立即就会讨伐他，必会成功。”段业不听。蒙遜以此為藉口出兵攻段，並进屯侯坞，段业急派右将军田昂、武威将军梁中庸反击蒙逊，田昂、梁中庸至侯坞反降蒙逊，五月，蒙逊大军抵张掖（今甘肃张掖西北），田昂侄子田承爱开城门内应，蒙逊入城，殺段业，遂稱大都督、大将军、凉州牧、张掖公，改年號永安。
後秦亦在永安二年（402年）任命沮渠蒙遜為鎮西將軍、沙州刺史、西海侯。蒙遜登位後提拔人才，得文武官員支持。

### 攻奪姑臧
蒙遜曾經送子沮渠奚念到南涼做人質，想與其結好，然而南涼主禿髮利鹿孤嫌奚念年幼，要求改以蒙遜弟沮渠挐為質。蒙遜寫信表示不願，竟惹怒利鹿孤並遭進攻，蒙遜唯有答應利鹿孤的要求。永安七年（407年），禿髮傉檀率兵五萬進攻蒙遜，蒙遜於均石擊敗傉檀，並進攻南涼西郡太守楊統。永安十年（410年），蒙遜因之前南涼枯木及胡康攻掠臨松而攻南涼，至顯美強遷數千戶人退兵。傉檀率兵追擊，並在窮泉追上蒙遜，蒙遜大敗傉檀，更乘勝攻至姑臧，萬多戶姑臧人民向蒙遜歸降。蒙遜隨後接受傉檀求和，遷八千多戶人離開。傉檀不久就遷都至樂都，焦朗等人乘勢據姑臧自立，蒙遜遂率三萬兵進攻，奪取了姑臧。412年，蒙遜遷都姑臧，稱河西王，改元玄始。

### 消滅西涼
西涼在沮渠蒙遜殺段業登位前一年自立，蒙遜曾於永安十一年（411年）輕兵襲擊西涼，西涼君主李暠閉門拒戰，蒙遜撤兵時更被西涼世子李歆擊敗。至玄始六年（417年）李歆即位，蒙遜命張掖太守沮渠廣宗詐降西涼，李歆中計出兵迎接但及後卻發現蒙遜所領的三萬伏兵而撤走，蒙遜追擊卻在鮮支澗一戰中大敗予李歆。蒙遜一度想重結敗兵再戰，但為沮渠成都勸止，在增築建康城後班師。玄始九年（420年），李歆乘蒙遜攻西秦浩亹的機會進攻，蒙遜聞訊時正自浩亹回師至川巖，於是發布浩亹已下，即將進攻黃谷的假消息，讓李歆以為蒙遜仍在外，實質正暗中回援。李歆果然繼續進攻，兩軍遂於懷城決戰，李歆兵敗但不肯撤退，堅持再戰，於是在蓼泉再敗並被殺。蒙遜因而乘勢攻陷西涼都城酒泉，滅亡了西涼。次年，蒙遜率軍進攻李恂領導之西涼殘餘勢力所據的敦煌，成功攻陷，徹底滅亡西涼勢力。

### 交結宋魏
朱齡石滅蜀後曾與蒙遜有使者往來，蒙遜亦上表表示其臣服於東晉，晉廷亦授予涼州刺史。玄始十年（421年），把持東晉軍政的劉裕代晉建南朝宋後，於十月任命沮渠蒙遜為使持節、散騎常侍、都督涼州諸軍事、鎮軍大將軍、開府儀同三司、涼州刺史、張掖公。玄始十二年（423年）二月，蒙遜遣使南朝宋，宋廷進蒙遜侍持節、開府、侍中、都督涼秦河沙四州諸軍事、驃騎大將軍、領護匈奴中郎將、西夷校尉、涼州牧，河西王。玄始十五年（426年）五月又獲改授車騎大將軍。承玄四年（431年），蒙遜又曾命人出使北魏，更派兒子沮渠安周入魏，北魏遂命其為假節，侍中，都督涼州西域羌戎諸軍事，太傅，行征西大將軍，涼州牧，涼王。
義和三年（433年），蒙逊去世，享年六十六，諡武宣王，庙號太祖。因他生前所立继承人沮渠菩提年幼，贵族拥立其年长之子沮渠牧犍继位。

## 性格特徵
沮渠蒙遜有軍事才能，故屢次向段業提供意見助其解兵厄，亦讓其國能立於河西諸國間。登位後，蒙遜伯父中田護軍沮渠親信及臨松太守沮渠孔篤驕橫奢侈，侵害人民，蒙遜說：「禍亂我國家的就是兩位伯父呀，還怎治理百姓呀！」於是命二人自殺。不過他用計陷害堂兄男成，接著攻殺他推舉的段業，令《晉書》評價他「見利忘義，苞禍滅親。」蒙遜知劉裕滅後秦的消息後十分憤怒，門下校郎劉詳其時有事報告，蒙遜卻回應：「你知道劉裕入關，竟敢這樣得意！」就將劉詳殺了，亦見其嚴酷殘暴一面。
據《晉書》所載，蒙遜頗信天象，並寫其多次憑天象指引而勝利。亦有載蒙遜曾祭祀西王母寺，並命中書侍郎張穆為寺內的《玄石神圖》作賦，銘於寺前；蒙遜又曾派世子沮渠興國到南朝宋借《周易》等書，又曾向南朝宋司徒王弘求《搜神記》。沮渠蒙逊曾在母车太后病重时引咎于己，同时大赦死罪以下，车太后仍然去世。当旱灾时，他也有同样举动，次日就下大雨了。

## 逸事
蒙遜亦信佛，其時有一名自西域東來的僧人曇無讖在涼州譯經，又「以男女交接之術教授婦人」，時蒙遜諸女及子媳都信奉他。曇無讖亦通術數和咒術，屢次準確說出其他國家的事，沮渠蒙逊遂奉昙无谶为国师，每以国事谘之。後北魏聽聞曇無讖的事跡，要求蒙遜將曇無讖送到北魏，蒙遜不肯，及後還將他殺了。

## 家庭

### 妻
- 孟王后
- 彭氏

### 子女
- 沮渠政德，413年立为继承人，423年对柔然军作战阵亡
- 沮渠興國，423年立为继承人，429年被西秦天王乞伏暮末俘虏拘押，431年卒
- 沮渠牧犍，433年立为继承人，后为天王
- 沮渠菩提，沮渠兴国同母弟，429年立为继承人，433年废黜
- 沮渠無諱，后为天王
- 沮渠安周，后为天王
- 沮渠儀德
- 沮渠秉，444年被北魏太武帝所杀
- 沮渠董來
- 沮渠奚念，曾被派去南涼為質子，為禿髮利鹿孤拒絕
- 兴平公主，后为北魏太武帝右昭仪，447年被赐死
- 沮渠树舄（？－474年），沮渠牧犍姐，建康长公主，嫁平远将军、建康昌松二郡太守、驸马都尉、永安侯谢过酋念[20]

## 延伸阅读
[在维基数据编辑]
 《晉書·卷129》，出自房玄齡《晉書》
 《宋書·卷98》，出自沈约《宋书》
 《魏書·卷99》，出自魏收《魏书》